# Philadelphia Nationals
El Philadelphia Nationals fue un equipo de fútbol de los Estados Unidos que jugó en la American Soccer League.

## Historia
Fue fundado en el año 1935 en la ciudad de Filadelfia, Pensilvania como Passon FC e ingresaron a la American Soccer League al año siguiente, aunque en sus primeros años cambiaron de nombre varias veces como Passon Phillies o Philadelphia Passon, y terminaron adoptando el nombre de Philadelphia Nationals en 1941.
En 1943 el club abandona la liga y es reemplazado por el Fairhill FC, que tomó el nombre de Philadelphia Nationals. Ganó la liga en tres ocasiones y la Copa Lewis en 1949, además de ganar el título de liga en 1953 y la Copa Lewis en 1952. pero el club desaparece al año siguiente por falta de apoyo financiero.

## Palmarés
- American Soccer League: 4

1948/49, 1949/50, 1950/51, 1952,53
- Copa Lewis: 2

1949, 1952

## Temporadas

### Primera Era
| Año     | División | Liga | Temporada Regular | Playoffs     | Copa Nacional    |
| ------- | -------- | ---- | ----------------- | ------------ | ---------------- |
| 1936/37 | N/A      | ASL  | 4.º, National     | 1.ª ronda    | Cuartos de final |
| 1937/38 | N/A      | ASL  | 4.º, National     | No clasificó | Primera Ronda    |
| 1938/39 | N/A      | ASL  | 3.º, National     | Semifinales  | ?                |
| 1939/40 | N/A      | ASL  | 9.º               | No playoff   | ?                |
| 1940/41 | N/A      | ASL  | 7.º               | No playoff   | ?                |
| 1941/42 | N/A      | ASL  | 9.º               | No playoff   | ?                |

### Segunda Era
| Año     | División | Liga | Temporada Regular | Playoffs                    | Copa Nacional |
| ------- | -------- | ---- | ----------------- | --------------------------- | ------------- |
| 1942/43 | N/A      | ASL  | 9.º               | No playoff                  | ?             |
| 1943/44 | N/A      | ASL  | 5.º               | No playoff                  | ?             |
| 1944/45 | N/A      | ASL  | 5.º               | No playoff                  | ?             |
| 1945/46 | N/A      | ASL  | 9.º               | No playoff                  | ?             |
| 1946/47 | N/A      | ASL  | 8.º               | No playoff                  | ?             |
| 1947/48 | N/A      | ASL  | 5.º               | No playoff                  | ?             |
| 1948/49 | N/A      | ASL  | 1.º(t)            | Campeón                     | Final         |
| 1949/50 | N/A      | ASL  | 1.º               | Campeón (no playoff)        | ?             |
| 1950/51 | N/A      | ASL  | 1.º               | Campeón (no playoff)        | ?             |
| 1951/52 | N/A      | ASL  | 2.º               | No playoff                  | Final         |
| 1952/53 | N/A      | ASL  | 1.º               | Campeón (no playoff)        | Semifinales   |
| 1953/54 | N/A      | ASL  | 9.º               | Desapareció tras 4 partidos | N/A           |